# Castellonet de la Conquesta (kommunhuvudort)
Castellonet de la Conquesta är en kommunhuvudort i Spanien.   Den ligger i provinsen Província de València och regionen Valencia, i den östra delen av landet, 300 km sydost om huvudstaden Madrid. Castellonet de la Conquesta ligger 196 meter över havet och antalet invånare är 172.
Terrängen runt Castellonet de la Conquesta är huvudsakligen kuperad, men västerut är den platt. Runt Castellonet de la Conquesta är det ganska glesbefolkat, med 43 invånare per kvadratkilometer. Närmaste större samhälle är Gandia, 9,1 km nordost om Castellonet de la Conquesta. 